# Проклятия (стихотворение)
«Проклятия» — стихотворение, которое приписывают римскому поэту Вергилию, часть Appendix Vergiliana. Мнение исследователей об авторстве расходятся. Существует мнение, что автором мог быть «неотерик» Публий Валерий Катон. При этом содержание «Проклятий» явным образом сочетается с биографией Вергилия, потерявшего свои мантуанские владения: лирический герой проклинает свои «растерзанные земли», которые ему приходится покинуть.
В большинстве античных сборников к «Проклятиям» присоединяли ещё одно стихотворение, «Лидия». В нём лирический герой вспоминает оставшуюся на родине возлюбленную.